# د. د. جاكسون
د. د. جاكسون هو ملحن وكاتب وعازف بيانو كندي، ولد في 25 يناير 1967 في أوتاوا في كندا.

## وصلات خارجية
- الموقع الرسمي
- د. د. جاكسون على موقع ميوزك برينز (الإنجليزية)
- د. د. جاكسون على موقع أول ميوزيك (الإنجليزية)